# جيجا نيفادا
جيجا نيفادا أو جيجا 1 هو مصنع لصناعة بطاريات الليثيوم-أيون وهو تابع لشركة تيسلا موتورز ويوجد في المركز الصناعي لتاهو رينو في مقاطعة ستوري في ولاية نيفادا غرب الولايات المتحدة الأمريكية. ومن المقرر أن يكون الافتتاح في عام 2016  أو في عام 2017  بأقصي تقدير. وقد أعلن حاكم ولاية نيفادا براين ساندوفال بأن الولاية ستستفيد بأكثر من 100 مليار دولار بعد عقدين من إنشاء المصنع.

## الأساس المنطقي والبناء
تتوقع شركة تيسلا موتورز بأن إنشاء مصنع جيجا 1 سيقلل من كلفة إنتاج بطاريات السيارات الكهربائية بنسبة تصل إلى 30% . وتتوقع أن تصل سعه البطاريات في عام 2020 إلى 50 جيجاواط. أما بالنسبة للسيارات فسوف يصل إنتاجها إلى 500000 سيارة سنويا، ولتحقيق ذلك يحتاج المصنع لتوظيف حوالي 6500 فرد.
وفي يوليو 2014 , تم الإعلان بأن شركة باناسونيك وصلت إلي اتفاق للإستثمار مع شركة تيسلا موتورز.
وستساهم في صناعة البطاريات. وأشار الرئيس التنفيذي لشركة تيسلا موتورز إيلون ماسك بأن حجم إستثمار شركة باناسونيك يتراوح بين 1.5_2 مليار دولار. وفي أوائل عام 2016 , أكد الرئيس التنفيذي لشركة باناسونيك كازوهيرو أتسوغة بأن حجم الإستثمار وصل إلى 1.6 مليار دولار.

### مكان المصنع
في البداية كانت هناك عدة اقتراحات حول أفضل ولاية ملائمه لبناء المصنع مثل كاليفورنيا، أريزونا، نيفادا، نيومكسيكو وولاية تكساس. وفي 3 سبتمبر 2014 , تم اختيار المركز الصناعي لتاهو رينو في مقاطعة ستوري في ولاية نيفادا كأنسب مكان لبناء المصنع. وأعلنت الولاية بأنها ستعفي المصنع من ضرائب بقيمة 1.25 مليار دولار تشجيعا للإستثمار.
وتم الإعلان عن بداية الإنشاء في صيف 2014 . مع نية بالانتهاء قبل عام 2020 .

### التوسع المستقبلي
في يونيو 2015 , أعلنت شركة تيسلا موتورز بنيتها لشراء 1864 فدان(754 هكتار) لتوسيع المصنع. وأعلنت المتحدثة باسم الشركة أليكسيس جيورجيسون لوسائل الإعلام قائلة: 

«إن التوسع يعطينا فرصة أفضل للنمو في المستقبل». 

وقال ستيف هيل ، مدير مكتب المحافظ للتنمية الاقتصادية: 

«عند التعامل مع شركة تيسلا موتورز يبقي التوسع خيار مطروح دائما». 

بينما أعلنت شركة تيسلا موتورز قائله: 

«ستصل مساحة المصنع إلي 10 مليون قدم مربع (1 مليون متر مربع)». 

بينما أعلن إيلون ماسك بأنهم ينوون زيادة حجم الإنتاج من 50% إلي 100% عما قريب.

## التشغيل
سيدير جينس بيتر كلاوس مع فريق الإدارة التنفيذية الخاص به مصنع جيجا 1 , بعد نجاحه مع شركه ليغو جروب وسيصبح جينس بيتر هو نائب المدير للمصنع.

## مصانع جيجا جديدة
في 30 أبريل 2015، أعلن إيلون ماسك بأن مصنع جيجا غُير اسمه إلي جيجا 1، كخطوة مبدئية لإنشاء العديد من مصانع جيجا الأخرى في المستقبل. وفي نفس المناسبة أعلن إيلون ماسك بأن مصنع جيجا 1 غير كافي لتغطية متطلبات السوق، ففي خلال أسبوع من كشف الستار عن المصنع تم بيع منتجات بحوالي 800 مليون دولار.
ومن المتوقع أن يكون مصنع جيجا 2 في اليابان. فمنذ مارس 2015 تعتبر اليابان هي ثاني أكبر مصدر لمكونات تيسلا بعد أمريكا الشمالية.

## الجدال
في أكتوبر 2015 , كان هناك مشادة كلامية بين موظفي أمن مصنع تسلا وإثنين من الصحفيين من جريدة رينو جورنال. وقد أسفر عن وجود إصابات واعتقال الشرطة لبعض الأشخاص.
وفي فبراير 2016 , قامت مسيرة عمالية احتجاجا على توظيف عدد كبير من العمال غير المنتمين لولايه نيفادا.